# Grønlands Seminariums Sportklub
Grønlands Seminarius Sportklub oftewel GSS Nuuk is een omnisportvereniging uit de Groenlandse hoofdstad Nuuk. Ze spelen voetbal en handbal op nationaal niveau.

## Resultaten

### Voetbal
- Coca Cola GM

1972, 1973, 1975, 1976